# انتخابات سراسری برزیل (۲۰۲۲)
انتخابات سراسری برزیل (۲۰۲۲) (انگلیسی: Brazilian general election, 2022) در دوم اکتبر ۲۰۲۲ برای انتخاب رئیس‌جمهور، معاون رئیس‌جمهور، کنگره ملی، فرمانداران، معاونان فرمانداران و مجامع قانونگذاری همه واحدهای فدرال و شورای ناحیه فرناندو د نورونا در کشور برزیل برگزار شد. از آنجایی که هیچ نامزدی برای ریاست‌جمهوری یا فرمانداری در برخی ایالت‌ها بیش از نیمی از آرای معتبر را در دور اول کسب نکرد، مرحله دوم انتخابات برای گزینش این مواضع در ۳۰ اکتبر ۲۰۲۲ برنامه‌ریزی شد. سرانجام دادگاه عالی انتخابات، لوئیز ایناسیو لولا داسیلوا رئیس‌جمهور سابق، را که بر رئیس‌جمهور فعلی راست افراطی ژایر بولسونارو غلبه کرد را به عنوان برنده انتخابات اعلام نمود.
بولسونارو کاندیدای انتخاب مجدد بود. او در سال ۲۰۱۸ به عنوان نامزد حزب سوسیال لیبرال انتخاب شده بود اما در سال ۲۰۱۹ از آن حزب خارج شد و به دنبال آن استعفا یا برکناری بسیاری از وزرای وی در دوره ریاست جمهوری او کناره‌گیری کردند. پس از یک تلاش ناموفق برای ایجاد اتحاد برای برزیل، او در سال ۲۰۲۱ به حزب لیبرال پیوست. برای انتخابات ۲۰۲۲، او والتر براگا نتو از همان حزب را به عنوان نامزد معاون ریاست جمهوری خود انتخاب کرد تا جایگزین معاون فعلی خود همیلتون مورائو شود. بولسونارو در واکنش به برتری لولا در نظرسنجی‌های پیش از انتخابات، چندین اتهام پیش از موعد را مبنی بر تقلب در انتخابات مطرح کرد. بسیاری از ناظران این ادعاها را نادرست و محکوم کردند و ابراز نگرانی نمودند که بولسونارو می‌تواند از آنها برای به چالش کشیدن نتیجه انتخابات یا اجرای یک کودتای شخصی استفاده کند، الگوی استراتژی‌ای که منعکس کننده تلاش‌های دونالد ترامپ برای براندازی انتخابات ریاست جمهوری ۲۰۲۰ ایالات متحده است.
لولا داسیلوا از حزب چپ‌گرای کارگران، که در سال ۲۰۰۲ انتخاب شد و در سال ۲۰۰۶ دوباره انتخاب گردید، برای سومین دوره غیر متوالی نامزد شده بود. جانشین وی از همان حزب، رئیس‌جمهور سابق دیلما روسف، در سال ۲۰۱۰ انتخاب شد و در سال ۲۰۱۴دوباره انتخاب گردید، اما در سال ۲۰۱۶ به دلیل سوء رفتار اداری استیضاح و از سمت خود برکنار شد. نامزد مورد نظر لولا در سال ۲۰۱۸ به دلیل محکومیت وی به اتهامات فساد در سال ۲۰۱۷ و دستگیری وی متعاقباً رد شد و سرانجام مجموعه‌ای از احکام دادگاه منجر به آزادی وی از زندان در سال ۲۰۱۹ و به دنبال آن لغو محکومیت و احیای حقوق سیاسی وی تا سال ۲۰۲۱ شد. لولا برای انتخابات ۲۰۲۲، جرالدو آلکمین را که نامزد ریاست جمهوری حزب سوسیال دموکراسی برزیل در سال‌های ۲۰۲۶ و ۲۰۱۸ بود، به عنوان نامزد معاون ریاست جمهوری انتخاب کرد، اما او در سال ۲۰۲۲ وابستگی خود به حزب سوسیالیست برزیل را تغییر داد.

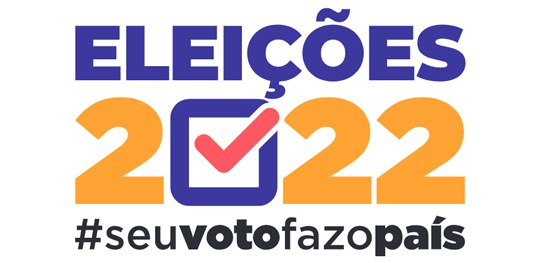
لوگوی رسمی انتخابات ۲۰۲۲

برزیل رنگ نارنجی ایستگاه صندوق رای‌گیری در کشورهای دیگر با رنگ آبی مشخص شده‌است

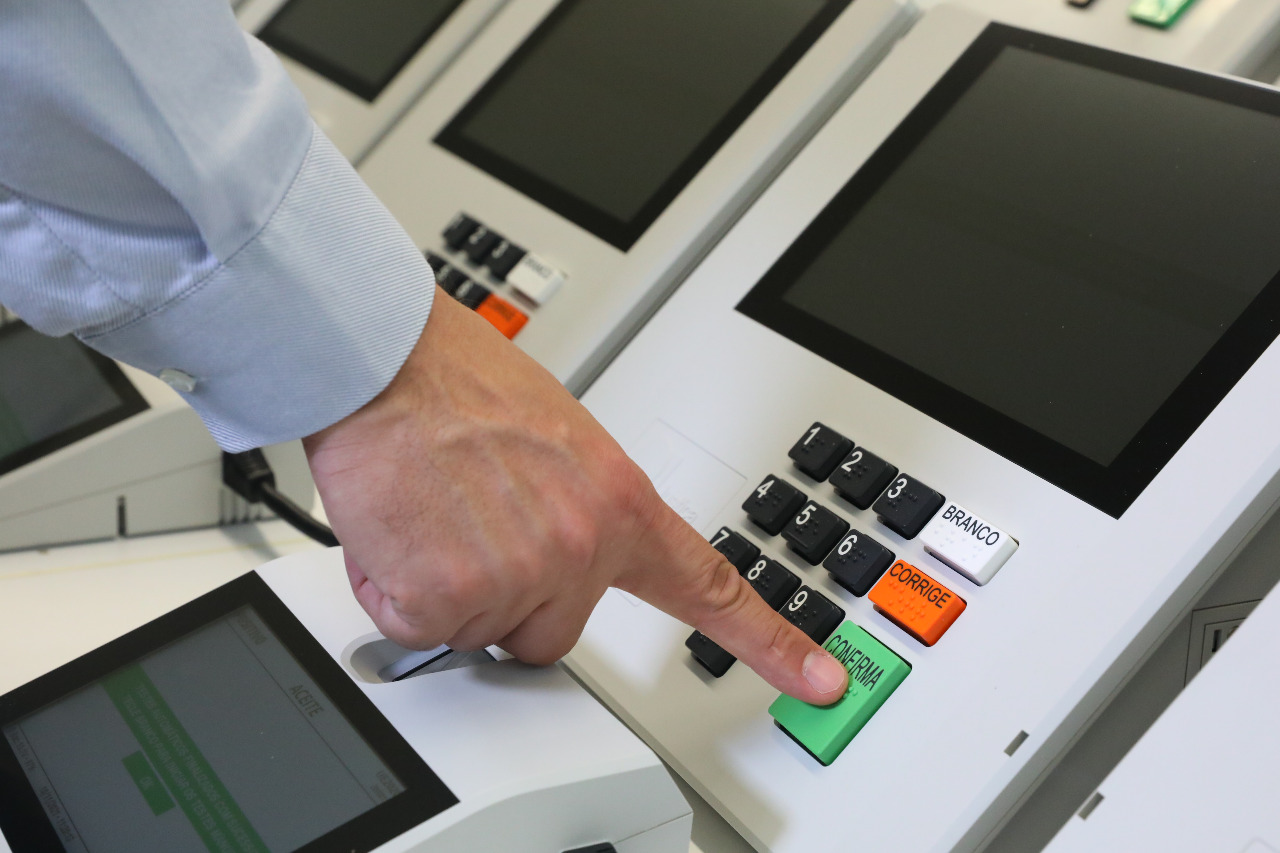
ماشین‌های رای‌گیری برزیلی

## نامزدهای ریاست جمهوری

### نامزدهای دور دوم
| مهمانی جشن | مهمانی جشن            | نامزد ریاست جمهوری | نامزد ریاست جمهوری                                                                                          | نامزد معاون ریاست جمهوری | نامزد معاون ریاست جمهوری                                                                 | ائتلاف |
| ---------- | --------------------- | ------------------ | --- | ------------------------ | ---------------------------------------------------------------------------------------- | --- |
|            | حزب کارگران           |                    | لوئیز ایناسیو لولا داسیلوا (کمپین انتخاباتی) رئیس‌جمهور برزیل (۲۰۰۳–۲۰۱۰) معاون فدرال سائوپائولو (۱۹۹۱–۱۹۸۷) | Geraldo Alckmin          | جرالدو آلکمین (PSB) فرماندار سائوپائولو (۲۰۱۱–۲۰۰۱) معاون فرماندار سائوپائولو(۲۰۲۱–۱۹۹۵) | برزیل امید: - برزیل امید (PT، PCdoB , PV) - PSOL REDE (PSOL, REDE) - حزب سوسیالیست برزیل (PSB) - همبستگی - آوانته - عمل کنید - حزب جمهوری‌خواه نظم اجتماعی (PROS) |
|            | حزب آزادیخواه (PL ۲۲) | Jair Bolsonaro     | ژایر بولسونارو (کارزار انتخاباتی) رئیس‌جمهور برزیل (از سال ۲۰۱۹) معاون فدرال ریودوژانیرو (۱۹۹۱–۲۰۱۸)         |                          | والتر براگا نتو وزیر دفاع (۲۰۲۰–۲۰۲۱) رئیس ستاد ریاست جمهوری (۲۰۲۰–۲۰۲۱)                 | به نفع برزیل: - حزب لیبرال (PL) - جمهوریخواهان (REP) |